# Molgulidae
Molgulidae — rodzina żachw z rzędu Pleurogona, podrzędu Stolidobranchia.
Do rodzaju zalicza się następujące rodzaje i gatunki:
- Anomopera Hartmeyer, 1923 - jedynym przedstawicielem jest Anomopera ingolfiana
- Ascoper Herdman, 1881 - jedynym przedstawicielem jest Ascopera gigantea
- Bostrichobranchus Traustedt, 1883 - jedynym przedstawicielem jest Bostrichobranchus pilularis
- Eugyra Alder and Hancock, 1870
- Hexacrobylus Sluiter, 1905 - jedynym przedstawicielem jest Hexacrobylus arcticus
- Molgula Forbes, 1848
- Paramolgula Traustedt, 1885 - jedynym przedstawicielem jest Paramolgula gregaria
- Pareugyrioides Hartmeyer, 1914 - jedynym przedstawicielem jest Pareugyrioides dalli
- Rhizomolgula Ritter, 1901 - jedynym przedstawicielem jest Rhizomolgula globularis